# 海鹿岛站
海鹿島站（日语：／ Ashikajima eki */?）位於日本千葉縣銚子市小畑新町，是銚子電氣鐵道銚子電氣鐵道線的鐵路車站。是關東地方最東端車站。

## 車站結構
側式月台1面1線地面車站。無人站。設有清涼飲料的自動販賣機和簡易廁所。

## 使用情況
近年一日平均上車人次推移如下表。
| 年度   | 一日平均 上車人次 |
| ------ | ----------------- |
| 2007年 | 151               |
| 2008年 | 154               |
| 2009年 | 161               |
| 2010年 | 147               |
| 2011年 | 138               |
| 2012年 | 133               |
| 2013年 | 133               |
| 2014年 | 88                |
| 2015年 | 77                |
| 2016年 | 69                |
| 2017年 | 79                |

## 相鄰車站
銚子電氣鐵道
■銚子電氣鐵道線
西海鹿島（CD06）－海鹿島（CD07）－君濱（CD08）

## 外部連結
- 銚子電鐵沿線Guide （页面存档备份，存于）